# کیرن ویلیامسون
کیرن ویلیامسون (به انگلیسی: Kieron Williamson) نقاش آب رنگ ۱۱ ساله ی انگلیسی است که کارهایش باعث تحسین علاقه‌مندان به هنر شده است. او از سن ۶ سالگی و در سال ۲۰۰۸ توانایی های خود را در زمینه ی طراحی آشکار کرد و در رسانه ها به شهرت دست یافت.

## زندگی نامه
او به عنوان یک اعجوبه توصیف شده است ،  و در دومین نمایشگاهش در سال 2009، نقاشی هایش در 14 دقیقه فروخته شد و در مجموع 18200 پوند برای 16 تابلو جمع آوری شد.  در نمایشگاه بعدی در هولت در ژوئیه 2010، همه نقاشی‌های او در عرض 30 دقیقه به ارزش 150000 پوند فروخته شدند. 
هفته بعد، در روز جمعه، 6 آگوست 2010، ویلیامسون برخی از آخرین نقاشی های خود را که قرار است در سال 2011 به نمایش گذاشته شود، در وب سایت بی بی سی نورفولک فاش کرد 
در آغاز نوامبر 2010، خانواده به نشریه ایسترن دیلی فاش کردند که ممکن است برای ادامه نقاشی کیرون به کورنوال بروند،  اما در صورت خرید خانه جدیدی در لودهام ، شرق نوریچ، به نام کیرون. ، با درآمد حاصل از فروش آثار هنری خود. در نوامبر 2011، 33 تابلوی نقاشی دیگر در 10 دقیقه به قیمت 100000 پوند فروخته شد که شامل تصویری از مسجد سلیمانیه استانبول به قیمت 15595 پوند بود.  در جولای 2013 درآمد حاصل از فروش تقریباً 2 میلیون پوند بود،  زمانی که فروش در هفته های متوالی 242000 پوند برای 23 تابلو و 210000 پوند برای 12 تابلو افزایش یافت. 
در سال 2013، زمانی که کیرون ویلیامسون، 10 ساله، حدود 1500000 پوند از نقاشی‌های خود به دست آورده بود، بی‌بی‌سی داستانی به نام «اعجوبه هنر برای والدین یک کابوس اخلاقی ایجاد می‌کند» منتشر کرد